# Microgoura meeki
Il piccione di Choiseul o piccione terricolo di Meek  (Microgoura meeki Rothschild, 1904) è un Columbide estinto che viveva unicamente su Choiseul, un'isola appartenente all'Arcipelago delle Salomone. Era noto presso gli abitanti come kukuru-ni-lua, che vuol dire «piccione terricolo».

## Scoperta

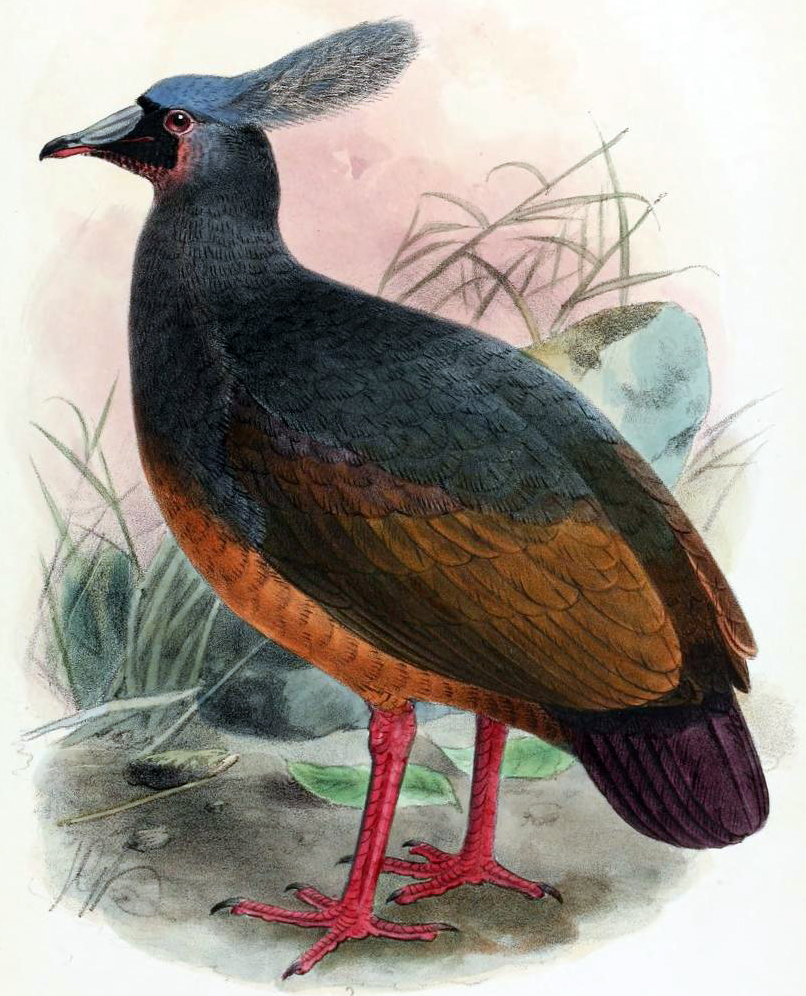
Illustrazione di J. G. Keulemans.

Nel 1904, Albert S. Meek, assiduo raccoglitore di animali, che lavorava per conto del barone Rothschild, visitò le isole inesplorate dell'Arcipelago di Bismarck e altre isole situate a oriente della Nuova Guinea, tra cui Bougainville e Choiseul, dell'Arcipelago delle Salomone. Queste due isole si rivelarono di accesso particolarmente difficile, perché oltre al clima malsano, erano abitate da indigeni ostili, parecchie tribù dei quali praticavano il cannibalismo rituale. Meek tuttavia riuscì a penetrare nelle loro giungle, dal terreno molto accidentato. Egli ebbe la fortuna di raccogliervi una meravigliosa collezione di uccelli. Tra il materiale spedito in Europa si trovavano parecchi campioni appartenenti a specie nuove per la scienza. Le più importanti scoperte furono quelle di un martin pescatore, di un corvo e infine quella di uno strano piccione. Lord Rotschild onorò il suo devoto collaboratore, dedicandogli due specie: il corvo di Bougainville, Corvus meeki, e il piccione di Choiseul, Microgoura meeki.

## Descrizione
Questo importante piccione non era imparentato con nessun'altra specie conosciuta. Aveva la grandezza di una tortora e sulla testa aveva un grande ciuffo, largo e lateralmente appiattito, formato di penne dalle barbe separate, come quelle delle grandi gure. La coda era corta e arrotondata. Gli uccelli dei due sessi apparivano identici. Il becco era rossastro, la parte superiore della testa era azzurro-grigiastro pallido, il ciuffo grigio-azzurro. La groppa era marrone; le piume al disopra della coda erano brune con riflessi porporini e verdastri. Il petto e il ventre erano color rosso-cannella vivo.

## Estinzione
Niente si conosce sul modo di vita del piccione di Choiseul, tranne che si trattava di un uccello vivente al suolo. A. S. Meek raccolse un unico uovo, nel gennaio 1904. Quest'uovo, dal guscio giallo-crema carico, misura 43×31 mm e attualmente è preziosamente conservato al British Museum, a Londra. Meek raccolse sette campioni adulti di questo interessante uccello. Di essi, sei sono conservati all'American Museum di New York, mentre il settimo si trova a Londra. Nel 1927 e nel 1929 l'American Museum di New York organizzò una spedizione scientifica nel Pacifico, la «Whitney South Sea Expedition». Cinque esperti ornitologi soggiornarono due mesi nelle Isole Salomone. Essi perlustrarono accuratamente le regioni montuose di Choiseul, ma senza trovare il benché minimo indice della presenza del misterioso piccione. Gli americani mostrarono delle riproduzioni dell'uccello agli indigeni, ma questi, per tutta risposta, si limitarono a indicare vagamente che questo volatile non era stato più scorto da molti anni. Alcuni indigeni erano del parere, senza tuttavia farne un'affermazione, che il gatto domestico, introdotto a Choiseul, potrebbe avere sterminato i piccioni.